# 46-й укреплённый район
46-й Тельшайский укреплённый район — воинское соединение СССР в Великой Отечественной войне.

## История
Сформирован в Прибалтийском особом военном округе 4 июня 1941 года.
В действующей армии с 22 июня 1941 года по 16 июля 1941 года.
Прикрывал государственную границу на участке Паланга — Юрденай, протяжённостью по фронту 75 километров, глубиной 5-16 километров, имея 8 узлов обороны. На 22 июня 1941 года район, как фортификационное сооружение имел в стадии строительства 366 долговременных оборонительных соединений , построено было 23, боеготовых не имелось. Строительство района вели 85-е и 107-е управления начальника строительства.
Гарнизона район не имел.
 Например, в середине мая 1941 года комендант Тельшяйского укреплённого района полковник Дэви просил командующего 8-й армией ходатайствовать перед Военным советом округа об ускорении формирования уровских частей, в частности о создании хотя бы по одной пулемётной роте на узел обороны. А ведь даже в мирное время в укреплённом районе штатом предусматривались управление коменданта, до трёх отдельных пулеметно-артиллерийских батальонов, сапёрная рота и рота связи. Война надвигалась, а указанных формирований в УРах не было. 
Полосу укреплённого района заняли 10-й стрелковой дивизии и 90-й стрелковой дивизии, но оборона в полосе района, впрочем так же, как и везде в Прибалтике, была быстро прорвана.
Можно предположить, что управление укреплённого района спешно эвакуировалось через Ригу - Псков, поскольку 16 июля 1941 года укреплённый район как воинское формирование был обращён на формирование Новгородского укреплённого района

## Полное название
46-й укреплённый район

## Состав
Только управление района

## Подчинение
| Дата            | Фронт (округ)         | Армия     | Корпус (группа) | Примечания |
| --------------- | --------------------- | --------- | --------------- | ---------- |
| 22.06.1941 года | Северо-Западный фронт | 8-я армия | -               | -          |
| 01.07.1941 года | Северо-Западный фронт | -         | -               | -          |
| 10.07.1941 года | Северо-Западный фронт | -         | -               | -          |

## Коменданты района
- полковник Максим Андреевич Сущенко